# Kamienica Jana Wernera i Marii Lilpop w Warszawie
Kamienica Jana Wernera i Marii Lilpop – kamienica zbudowana w 1877 roku na zbiegu ulic Zgoda oraz Chmielnej na warszawskim Śródmieściu.
Budynek powstał na miejscu zbudowanej w roku 1828 innej kamienicy. W 1902 roku wykonano nadbudowę dwóch pięter zaplanowaną przez autora oryginalnego projektu, Edwarda Lilpopa.